# Salihli, Yerköy
Salihli là một xã thuộc huyện Yerköy, tỉnh Yozgat, Thổ Nhĩ Kỳ. Dân số thời điểm năm 2010 là 25 người.